# Sony Ericsson W910i

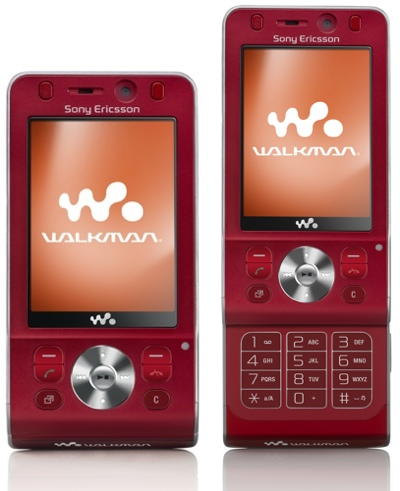
The red W910i, shown in collapsed and extended mode

Chiếc điện thoại Sony Ericsson W910i là một chiếc điện thoại nghe nhạc dáng trượt. W910i được ra mắt vào ngày 14 tháng 6 năm 2007, mang thương hiệu "điện thoại Walkman" và sở hữu trình phát  Walkman 3.0. Chiếc điện thoại còn được trang bị tính năng cảm ứng chuyển động, trước đó đã có mặt trên chiếc W580, cho phép người dùng có thể chuyển qua bài hát khác trong danh sách nhạc chỉ bằng một cái lắc tay và đồng thời cho các game Java ME và các ứng dụng chạy trên nền tảng Sony Ericsson Java (JP-8)
W910i có mặt trên thị trường với 6 màu khác nhau như được quảng cáo, đó là: "Hearty Red", "Noble Black", "Havana Bronze", "Prime Silver", "Lipstick Pink" và "Silky White". Kèm theo máy là thẻ nhớ ngoài 1GB hoặc 2GB. Cùng với việc là một máy chơi nhạc số Walkman, W910 còn có đài FM.
14 tháng 2 năm 2008, W910 được trao tặng giải thưởng "Máy thu phát cầm tay tốt nhất năm 2008" của hội đồng GSM.

## Thông số kỹ thuật
- Trình phát Walkman 3.0 (MP3/AAC/WMA/WAV), SensMe
- Java MIDP 2.0 với OpenGL ES và hỗ trợ Cảm ứng Chuyển động (Motion Sensor)
- Trình phát Video có thể tua nhanh và quay chậm
- 3 phím chức năng mới trên giao diện với nút Gọi/Tắt (nền tảng A200), softkey interface layout with Call/End keys (A200 Platform), một phần mềm chức năng của hệ điều hành Java 8

Pin
- 400giờ chờ
- 9giờ thoại

Camera đằng sau
- 2 megapixel
- Độ phân giải tối đa: 1600x1200 pixels
- zoom số 2.5x
- Định dạng thu Video:.MP4 (AAC audio)
- Độ phân giải của Video thu: 320x240@15fps
- Không có đèn flash

Camera đằng trước
- Độ phân giải của Video thoại: 176x144 or 128x96